# Spółgłoska szczelinowa ejektywna dziąsłowa
Spółgłoska szczelinowa ejektywna dziąsłowa – rodzaj dźwięku spółgłoskowego występujący w językach naturalnych. W międzynarodowej transkrypcji fonetycznej IPA oznaczanej symbolem: [sʼ].

## Artykulacja

### Opis
W czasie artykulacji artykulacji wariantu dziąsłowego [sʼ]:
- modulowany jest prąd powietrza powstały w wyniku ruchu krtani do góry przy zwartych wiązadłach głosowych, czyli artykulacja tej spółgłoski wymaga inicjacji krtaniowej i egresji,
- tylna część podniebienia miękkiego zamyka dostęp do jamy nosowej, prąd powietrza uchodzi przez jamę ustną
- prąd powietrza w jamie ustnej przepływa ponad całym językiem lub przynajmniej powietrze uchodzi wzdłuż środkowej linii języka
- przednia część języka lub jego sam koniuszek tworzy tuż za górnymi dziąsłami szczelinę. Szczelina ta jest na tyle wąska, że prąd powietrza przepływa szybko i tworzy charakterystyczny szum.
- pozycja języka i ust może zależeć od kontekstu, w jakim występuje głoska.
- wiązadła głosowe są zwarte i nie drgają periodycznie, spółgłoska ta jest bezdźwięczna

### Warianty
Warianty [sʼ] różnią się dokładnym miejscem artykulacji, które przede wszystkim może być zębowe, a nie – jak opisane powyżej – dziąsłowe. (Porównaj warianty [s]: zębowy i dziąsłowy.)